# Asphondylia amaranthi
Asphondylia amaranthi is een muggensoort uit de familie van de galmuggen (Cecidomyiidae). De wetenschappelijke naam van de soort is voor het eerst geldig gepubliceerd in 1935 door Felt.
De larven van deze soort veroorzaken gallen op de vrucht van Amaranthus blitoides. Hoewel de waardplant wijdverbreid is in Noord-Amerika, is deze galmugsoort alleen gemeld uit Texas en Florida in de Verenigde Staten en Tamaulipas in Mexico.